# یاکاگه، اوکایاما
یاکاگه، اوکایاما (به لاتین: Yakage, Okayama) یک منطقهٔ مسکونی در ژاپن است که در استان اوکایاما واقع شده‌است. یاکاگه  ۱۵٬۸۶۴ نفر جمعیت دارد.